# Magnus Øyen
Magnus Øyen, född 26 april 2007, är en norsk medel- och långdistanslöpare.

## Karriär
Øyen gjorde internationell mästerskapsdebut vid European Youth Olympic Festival 2023 i Maribor, där han tog silver på 3 000 meter på tiden 8.21,96. Följande år slutade Øyen på 12:e plats på 1 500 meter vid U18-EM 2024 i Banská Bystrica med tiden 4.04,00. Under året slutade han även på fjärde plats i U20-klassen vid terränglöpnings-EM i Antalya samt var en del av det norska laget som tog guld i lagtävlingen.
År 2025 tog Øyen brons på 5 000 meter vid U20-EM i Tammerfors på tiden 14.15,32 samt slutade på nionde plats på 1 500 meter på tiden 3.50,81.

## Medaljer i norska mästerskapen
| Placering | Gren                | År   |
| --------- | ------------------- | ---- |
| Silver    | 3 000 meter inomhus | 2024 |
| Brons     | 3 km terränglöpning | 2025 |
| Brons     | 3 000 meter inomhus | 2025 |

## Personliga rekord
- 1 500 meter: 3.42,88 min, 3 augusti 2025 i Askøy
  - 1 500 meter (inomhus): 3.45,21 min, 4 februari 2024 i Reykjavík (U18-europabästa)
- 3 000 meter: 7.55,54 min, 2 februari 2025 i Trondheim
- 5 000 meter: 13.54,56 min, 2 juli 2025 i Oslo